# Raphanus caudatus
Raphanus caudatus là một loài thực vật có hoa trong họ Cải. Loài này được L. miêu tả khoa học đầu tiên năm 1767.